# Ellen Pieters
Ellen Pieters (Purmerend, 29 februari 1964) is een Nederlands actrice en zangeres. Ze speelt in theater-, film- en televisieproducties.

## Biografie
Ze is geboren in Purmerend. Op de middelbare school volgde ze mavo, havo en atheneum. Daarna deed ze auditie aan de Kleinkunstacademie en werd gelijk aangenomen.

## Carrière
Van 1992 tot 2000 was ze te beluisteren als cabaretière en zangeres in het radioprogramma Spijkers met Koppen van de VARA. Ze is bovendien bekend van televisieprogramma's als Het Klokhuis van de NPS, Ook dat nog! van de KRO en Kopspijkers van de VARA. In zowel Spijkers met Koppen als Kopspijkers doet ze verschillende bekende personen na, onder meer Prinses Máxima en Rita Verdonk.
In het seizoen 1999/2000 maakte ze haar eerste cabaretvoorstelling (Primeur), onder regie van Tosca Niterink, bekend van het duo Theo en Thea. In 2001 deed ze samen met Lucretia van der Vloot haar tweede avondvullende cabaretprogramma (Klotewijven!). In 2001 speelde ze bovendien in De Vagina Monologen.
Pieters sprak in 2000 de stem in van Mevrouw Tweedy voor de animatiefilm Chicken Run. In 2006 sprak ze de stem in van een vrouwelijke gier voor de animatiefilm Ice Age: The Meltdown.
In het seizoen 2003/2004 speelde ze in de musical Merrily We Roll Along en werd ze genomineerd voor de John Kraaijkamp Musical Award, die uiteindelijk naar Simone Kleinsma ging.
Ook speelde ze, samen met onder anderen Niek Barendsen in het comedyprogramma FIT verscheidene typetjes in sketches en parodieën.
Ze speelde ook in de komedie De gelukkige mandarijn van Frank Houtappels, geregisseerd door Porgy Franssen, naast Nina Deuss, Lottie Hellingman, Chiara Thissen en Alex Klaasen.
In het seizoen 2006/2007 speelde Pieters de rol van Blonde Greet in de musical Wat Zien Ik?!, die gebaseerd is op het gelijknamige boek van Albert Mol. Op 21 mei werd ze opnieuw genomineerd voor de John Kraaijkamp Musical Award voor beste vrouwelijke hoofdrol. Deze ging naar Céline Purcell.
In het seizoen 2008 speelde zij een hoofdrol in de musicalcomedy Verplichte Figuren. Samen met Alex Klaasen speelde ze diverse types waaronder een schrijfster (Hilde Bikers), een oma en een moeder.
Van 21 november 2008 tot 26 april 2009 speelde Ellen Pieters de rol van Kniertje in de musicalversie van Op hoop van zegen.
In 2009 speelde Pieters de rol van Priscilla Kalkman (dochter van Annie Kalkman) in Zeg 'ns Aaa. Ze speelde ook Máxima, om Mien Dobbelsteen in de maling te nemen, in een aflevering over Koninginnedag. Vanwege de aanslag op Koninginnedag 2009 is deze niet uitgezonden, maar ze staat wel op de dvd. Op 30 april 2010 is de aflevering alsnog uitgezonden.
In 2009 en 2010 speelde ze Anneke Schuytema-de Boer in Van Zon op Zaterdag, samen met Erik van Muiswinkel en anderen.
In het najaar van 2011 speelde Pieters in theaters door het land de hoofdrol in de musical De Zangeres, over het leven van de Zangeres Zonder Naam.
In 2013 speelde ze Marja Brinkman in de SBS6-serie Ik ook van jou.
Van januari tot mei 2014 speelde ze Marie in de musical Little Voice met Susan Seegers. Rond diezelfde tijd ging de SBS6-serie Rechercheur Ria van start, waarin Pieters de titelrol speelt.
De vierde aflevering van de televisieserie Schaep Ahoy, die uitgezonden is in april 2015, wordt door haar opgeluisterd in de rol van de gehandicapte Manuela, partner van Lutz Lehman, gespeeld door Kees Hulst.
Vanaf 2014 speelde ze verschillende typetjes in de educatieve NTR-kindertelevisieserie Welkom bij de Romeinen van Niek Barendsen. In 2015 speelde ze Riet, de buurvrouw, in de film De Boskampi's.

## Theater (selectie)
- 2025: Door Het Stof als Bette
- 2025/2026: Doe Maar! (musical) als Ria
- 2024/2025: Onze Jordaan als Greet
- 2023: Les Misérables als Madame Thénardier.
- 2022: Hij Gelooft in Mij als Friedel van Galen (nam de rol 3 weken over van Annick Boer).
- 2021/2022: The Rocky Horror Show als Magenta
- 2020: Goodbye, Norma Jeane als Oude Marilyn Monroe
- 2019/2020: 't Schaep met de 5 pooten als Riek Balk
- 2017 & 2018: Adèle, Conny, Jasperina - de grote drie als Adèle Bloemendaal
- 2016: In de ban van Broadway als Margo Miller (nam de rol over vanwege ziekte Loes Luca)
- 2014: De zere neus van Bergerac als Marketingfee Gemma, Kadet Macaron
- 2012/2014: Hij Gelooft in Mij als Friedel van Galen (als alternate van Doris Baaten).
- 2011/2012: De Zangeres Zonder Naam als Mary Servaes
- 2008/2009 Op hoop van Zegen als Kniertje
- 2008: Verplichte Figuren als Thea / Hilde Bikkers / Moeder van Nina
- 2007: Ganesha, een perfecte god als Margeet
- 2006/2007: Wat Zien Ik?! als Blonde Greet
- 2006: Zwanenzang, samen met Marjan Luif.
- 2004: Merrily We Roll Along als Mary Flynn.